# Медисон (Мејн)
Медисон (енгл. Madison) насељено је место без административног статуса у америчкој савезној држави Мејн.

## Демографија
По попису из 2010. године број становника је 2.630, што је 103 (-3,8%) становника мање него 2000. године.
| Група             | 2000.         | 2010.         |
| Белци             | 2.671 (97,7%) | 2.528 (96,1%) |
| Афроамериканци    | 2 (0,1%)      | 11 (0,4%)     |
| Азијати           | 4 (0,1%)      | 11 (0,4%)     |
| Хиспаноамериканци | 7 (0,3%)      | 35 (1,3%)     |
| Укупно            | 2.733         | 2.630         |